# Амунд-Рінгнес
Амунд-Рінгнес (норв. Amund Ringnes’ øy, англ. Amund Ringnes Island, фр. Île Amund Ringnes) — острів Канадського Арктичного архіпелагу, що належить до групи островів Свердрупа. Розташований у Північному Льодовитому океані, на схід від острова Еллеф-Рінгнес, на захід від острова Аксел-Гейберг.  
Площа острова 5 255 км². Острів займає 111-е місце за площею у світі та 25-е у Канаді. Довжина берегової лінії 500 км. Острів не має постійного населення.

## Відкриття
Острів був відмічений 16 квітня 1900 року Отто Свердрупом. На дослідження острову були послані два учасники його експедиції — Гуннар Ісаксен та Сверре Гассель, які ступили на нього 20 квітня. Назву — Амунд-Рінгнес — дав Отто Свердруп — на честь старшого з двох братів-пивоварів з Осло, що спонсорували його експедицію. З 1902 вважався територією Норвегії, яка відмовилася від нього на користь Канади у 1930 році.